# 中国共产党隆回县委员会
中国共产党隆回县委员会（简称中共隆回县委）是中国共产党在湖南省邵阳市隆回县的领导机关。

## 沿革

### 反腐败工作
2019年9月3日，王长忠涉嫌严重违纪违法接受湖南省纪委湖南省监察委员会纪律审查和监察调查，12月27日，王长忠遭到开除党籍处分、取消其退休待遇，收缴违纪所得。2020年7月3日，湖南省郴州市中级人民法院审理其受贿案，受贿合计1786.4316万元，2021年1月8日，郴州市中级人民法院判处其有期徒刑11年，并处罚金人民币200万元。

## 职责
根据《中国共产党地方委员会工作条例》，中国共产党地方委员会主要实行政治、思想和组织领导，承担下列职能：
1. 对本地区重大问题作出决策。
2. 通过法定程序使党组织的主张成为地方性法规、地方政府规章或者其他政令。
3. 加强对本地区宣传思想文化工作的领导，牢牢掌握意识形态工作领导权、话语权。
4. 按照干部管理权限任免和管理干部，向地方国家机关、政协组织、人民团体、国有企事业单位等推荐重要干部。
5. 支持和保证人大、政府、政协、法院、检察院、人民团体等依法依章程独立负责、协调一致地开展工作，发挥这些组织中党组的领导核心作用。
6. 加强对本地区群团工作和统一战线工作的领导。
7. 动员、组织所属党组织和广大党员，团结带领群众实现党的目标任务。

## 历任书记
| 姓名   | 就任日期   | 卸任日期   | 备注         |
| ------ | ---------- | ---------- | ------------ |
| 方明   | 1949年10月 | 1952年8月  |              |
| 宇自修 | 1952年8月  | 1953年6月  |              |
| 王润民 | 1953年6月  | 1956年5月  |              |
| 谢翼   | 1956年5月  | 1958年2月  |              |
| 王惠庭 | 1958年2月  | 1959年1月  |              |
| 车仁光 | 1959年1月  | 1959年11月 |              |
| 刘长忠 | 1959年11月 | 1965年12月 |              |
| 吕尚志 | 1965年12月 | 1966年8月  |              |
| 魏先来 | 1966年8月  | 1968年2月  |              |
| 李忠政 | 1968年9月  | 1970年11月 |              |
| 马云   | 1970年11月 | 1977年7    |              |
| 张国斌 | 1977年7月  | 1978年9月  |              |
| 杜景芳 | 1978年9月  | 1981年11月 |              |
| 简运河 | 1981年11月 | 1985年4月  |              |
| 李仲棠 | 1985年4月  | 1992年7月  |              |
| 赵成瑜 | 1992年7月  | 1995年6月  |              |
| 黄生秋 | 1995年6月  | 1999年1月  |              |
| 王长忠 | 1999年1月  | 2002年6月  | [ 4 ]        |
| 杨建新 | 2002年6月  | 2006年4月  |              |
| 鞠晓阳 | 2006年4月  | 2008年4月  |              |
| 钟义凡 | 2008年4月  | 2012年10月 |              |
| 赵湘明 | 2012年10月 | 2016年9月  | [ 5 ]        |
| 马健强 | 2016年9月  | 2018年5月  | [ 6 ]        |
| 王永红 | 2018年5月  | 2021年7月  | [ 7 ]        |
| 刘军   | 2021年7月  | 2024年2月  | [ 8 ]        |
| 刘厚见 | 2024年5月  |            | [ 9 ] [ 10 ] |